# Mark Regan
Pour les articles homonymes, voir Regan.
Pas d'image ? Cliquez ici

a Compétitions nationales et continentales officielles uniquement.

b Matchs officiels uniquement.
Dernière mise à jour le 29 octobre 2021.
Mark Peter Regan, né le 28 janvier 1972 à Bristol, (Angleterre), est un joueur de rugby à XV, qui joue avec l'équipe d'Angleterre entre 1995 et 2008, évoluant au poste de talonneur (1,77 m et 96 kg). 
Il a joué pour Bristol Rugby, mais aussi pour Bath Rugby, Leeds Tykes, l'équipe d'Angleterre et les Lions Britanniques.

## Carrière
Il a eu sa première cape internationale le 18 novembre 1995, à l’occasion d’un match contre l'équipe d'Afrique du Sud. Il succède alors à Brian Moore et malgré la défaite, il s'installe dans le groupe de titulaires et dispute comme titulaire le Tournoi des cinq nations 1996 et 1997. 
Mark Regan est alors sélectionné avec les Lions britanniques en 1997. Il participe à la tournée des Lions en 1997 et sa rivalité avec Keith Wood est légendaire : l'Irlandais est titulaire lors des deux premiers tests mais c'est Mark Regan qui joue le troisième démontrant son talent.
De retour, il est moins en forme et il perd sa place. Richard Cockerill devient indéboulonnable pendant deux années.
Mark Regan ne perd pas de temps pourtant : il brille avec Bath Rugby et remporte la Coupe d'Europe de rugby 1997-1998 à Bordeaux contre le tenant du titre, le club français de Brive.
Mais il ne rentre pas dans les plans du nouveau sélectionneur Clive Woodward.
En 1999-2000, c'est la renaissance, il perd des kilos superflus, gagne de la consistance en lancers de touche, il est élu meilleur avant de Bath cette saison-là.
Il profite des blessures de Phil Greening, titulaire lors de la Coupe du monde 1999 puis en 2000 pour faire partie du groupe pour le tournoi des Six Nations 2001.
Manqué ! C'est Dorian West qui lui est préféré et Mark Regan regarde le plus souvent le tournoi du banc de touche.
Mark Regan rejoint en août 2002 l'équipe de Leeds en provenance de Bath, il devient une figure centrale du jeu de Leeds.
Et ainsi Mark Regan fait partie du groupe qui remporte la Coupe du monde 2003 (2 matchs disputés).
Il dispute son dernier match avec l'équipe d'Angleterre en 2004 et il annonce sa retraite internationale.
Il quitte Leeds Tykes après avoir permis à l'équipe de s'installer durablement dans le championnat anglais : 69 matchs disputés, 6 essais inscrits.
En 2005-2006, il joue avec le promu Bristol Rugby pour leur donner un coup de main occasionnel et leur permettre de se maintenir. C'est le club de sa ville de naissance.

## Palmarès
- 47 sélections avec l'équipe d'Angleterre
- Sélections par année : 2 en 1995, 6 en 1996, 6 en 1997, 1 en 1998, 4 en 2000, 4 en 2001, 5 en 2003, 5 en 2004, 10 en 2007 et 3 en 2008
- Tournois des cinq/six nations disputés : 1996, 1997, 1998, 2001, 2003, 2004 et 2008
- Vainqueur de la Coupe du monde en 2003
- Vainqueur du Grand Chelem en 2003
- Vainqueur du tournoi en 2001
- Vainqueur de la Coupe d'Europe : 1998